# De Nancy Harts
De Nancy Harts (Frans: Les Nancy Hart) is het 47ste album uit de stripreeks De Blauwbloezen. Het werd getekend door Willy Lambil en het scenario werd geschreven door Raoul Cauvin. Het album werd uitgegeven in 2004.

## Verhaal
Na een bijzonder bloedige strijd bij Fort Tyler, in Georgië zijn sergeant Chesterfield en korporaal Blutch de enige overlevenden van de tweeëntwintigste Cavalerie. Zij worden tijdelijk toegewezen onder het bevel van kolonel Oscar Lagrange, tot Kapitein Stark beter is. Lagrange wil Generaal Lee verslaan, die onverklaarbaar is verdwenen. De Lagrange's gezelschap stopt bij een dorp dat verlaten lijkt en het heet Lagrange. Midden in vijandelijk grondgebied, wil de verstandig kolonel wil geen risico's te nemen en slaat uit angst dat er binnen de vesting vijandelijke soldaten zijn een kampop. Het was genoeg om Blutch Chesterfield toe te staan en hun eeuwige ruzies opnieuw te starten, en provoceren hiermee de toorn van de kolonel, die opdracht gaf de volgende ochtend te gaan kijken of Lagrange is verlaten.
Een sinister hek staat voor de twee rijders, maar ze beseffen al snel dat Lagrange bezet is. Na wat omzwervingen krijgen Chesterfield en Blutch zekerheid dat het dorp wordt bestuurd door Zuid-vrouwen, die beweren dat ze hun eigendommen gaan verdedigen tegen de Yankee indringers. Deze vrouwen zijn de Nancy Harts, en ze hebben niet de intentie zich over te geven. De Blauwboezen worden geconfronteerd met nogal een moreel probleem. Overtuigd van hun superioriteit van mannen over de vrouwen in Lagrange, begonnen de ruwe Nancy Harts bang te maken. Uiteindelijk komt er een verdrag: de Noordelijke troepen mogen door de stad heen en laten hem voor de rest met rust. Als de Noordelijken weg zijn blijkt dat Generaal Lee zich in het dorp verstopt had. Maar de Noordelijke zelf staan voor een raadsel.

## Personages in het verhaal
- Blutch
- Cornelius Chesterfield
- Kapitein Stark
- Generaal Lee